# Катедер-соціалізм
Термін «катедер-соціалізм» (також «кафедральний соціалізм», «соціалізм з кафедр»; нім. Kathedersozialismus) був переважно полемічним і принизливим терміном для ідей групи політекономістів, які сформувалися наприкінці XIX століття. У XIX столітті зі стратегічних міркувань вони виступали за державну соціальну політику з метою протидії революційній соціал-демократії. Сьогодні цей термін також використовується в історичній науці в ціннісно-нейтральному ключі.

## Походження терміна
Вчений-юрист і ліберальний політик Генріх Бернгард Оппенгейм використав термін катедерсоціалізм спочатку в статті в «National Zeitung» за 7 грудня 1871 року, а потім у своїй публікації 1872 року Kathedersocialismus, щоб полемічно охарактеризувати професорів політичної економії, які були палко налаштовані на користь державної соціальної політики на той час. У той час «катедер» було загальноприйнятою назвою столу шкільного чи університетського викладача. Термін натякає на те, що представники академічного соціалізму того часу походили з академічного середовища.

## Представники
Такі економісти, як Густав фон Шмоллер, Ганс Дельбрюк, Луйо Брентано, Адольф Хельд, Вернер Зомбарт і Адольф Вагнер, були віднесені до групи професорів університетів, визначених таким чином.
Представники цього руху, такі як Густав фон Шенберг та Ервін Нассе, у 1901 році заснували Товариство соціальних реформ (нім. Gesellschaft für soziale Reform). Воно підтримувало заходи з запровадження соціального страхування. Водночас воно намагалося впливати на прихильників реформізму, які в СДПН виступали за трансформацію держави шляхом реформ, а не революції. Однак, згідно з аналізом німецької партійної системи, проведеним М. Райнером Лепсіусом, між буржуазно-конфесійними спільнотами та робітничим рухом існувала «моральна межа», яка призвела до ізоляції робітничого руху від системи.
Шумпетер зазначав, що якість академічного викладання постраждала внаслідок політичного фокусу німецької економічної науки на соціальному питанні та актуальних проблемах соціальної та економічної політики, що зрештою призвело до суперечки щодо оціночних суджень в Асоціації соціальної політики. На думку Шумпетера, мова йшла не стільки про епістемологічну проблему, скільки про те, чи може політичне кредо замінити спеціалізовану економічну кваліфікацію. Однак, асоціація випустила вражаючу серію зі 188 томів, присвячених окремим економічним питанням, в деяких випадках робочими групами або за допомогою приватних науковців.
Роза Люксембург, яка на той час ще була соціал-демократичним політиком, у другому виданні своєї книги «Соціальна реформа чи революція?» зазначила, що ті ж самі «катедер-соціалісти» голосували за продовження соціалістичного закону через кілька років, будучи членами Рейхстагу. Професори, які, до речі, також виступали за захисні тарифи, мілітаризм тощо, «ні на йоту» не сприяли соціальним реформам; відтоді об'єднання також переймалося кризами, картелями тощо.

## Оцінки та вплив поняття «катедер-соціалізм»
Йозеф А. Шумпетер назвав це позначення «неперевершеною незграбністю», Роза Люксембург написала: «Ті самі джентльмени, яких ліберал Оппенгейм іронічно називав „катедер-соціалістами“». Однак, або саме завдяки цьому, цей термін закріпився як політичне гасло.